# فيسنتي بارا
فيسنتي بارا (بالإسبانية: Vicente Parra)‏ هو ممثل إسباني، ولد في 5 فبراير 1931 في إسبانيا، وتوفي في 2 مارس 1997 بمدريد في إسبانيا.

## وصلات خارجية
- فيسنتي بارا على موقع IMDb (الإنجليزية)
- فيسنتي بارا على موقع ألو سيني (الفرنسية)
- فيسنتي بارا على موقع قاعدة بيانات الفيلم (الإنجليزية)